# Ion Jovin
Ion Jovin (n. 8 ianuarie 1899, comuna Felnac, comitatul Timiș – d. 3 august 1994) a fost un medic român, profesor universitar, fondatorul radioterapiei românești și membru post-mortem al Academiei Române în 2017.
Medicul Ion Jovin, întemeietorul oncologiei a fost primul primul cadru universitar arestat de către comuniști.

## Date biografice
Ion Jovin s-a născut la 8 ianuarie 1899 în comuna Felnac (fostul comitat Timiș)
.
 Ion Jovin s-a născut într-o familie de oameni nevoiași. Ca să-și poată continua drumul spre luminile cărții, muncea pe timpul verii ca zilier la câmp și la creșterea animalelor. Abia sfârșise anul întâi când a fost încorporat în armata austro-ungară și, după un scurt stagiu la o școală militară de artilerie, a fost trimis pe frontul italian. La Piave, l-a cunoscut pe Iuliu Maniu, cu care a legat o prietenie pe viață.  
A urmat studiile primare în limba română și maghiară la Arad, iar studiile gimnaziale și liceale la Liceul catolic în limba maghiară la Arad, absolvind examenul de bacalaureat în anul 1917. Din toamna aceluiași an, a urmat studiile universitare la Facultatea de Medicină din Budapesta, pe care le-a întrerupt timp de un an datorită absolvirii Școlii de Ofițeri de artilerie și a înrolării sale pe frontul italian de pe Piave.
Din 1919, a urmat studiile Facultății de Medicină din Cluj, devenind succesiv între anii 1920-1923 preparator la Catedra de Anatomie patologică și asistent în cadrul Clinicii de Boli Infecțioase . În 1923, cu ajutorul unei burse oferite de către statul român, a urmat cursuri de specializare în Anatomie patologică la Berlin și Freiburg, iar din 1924, a urmat cursuri universitare de radiologie la Facultatea de Medicină din Paris. Experiența pariziană a fost marcată de diferite stagii de practică, prin intermediul cărora a avut oportunitatea de a cunoaște și de a se remarca în rândul unor medici specialiști precum Alexandre Lacassagne, Claudius Regaud sau Raoul Coutard.
Ion Jovin s-a înscris imediat în „Gărzile române ale lui Maniu”, create din foști ofițeri și soldați români din fosta armată austro-ungară, care aveau drept țel anihilarea terorismului șovin maghiar.
După alungarea comuniștilor de la Budapesta de către armata română, Ion Jovin și-a reluat studiile medicale în acel oraș. 
În anul 1920 Ion Jovin era preparator la Catedra de boli interne a lui Iuliu Hațieganu, iar după susținerea doctoratului a obținut o bursă în Germania, unde a lucrat alături de medici vestiți ai acelei perioade.
Apreciind valoarea tânărului medic român, Vasile Goldiș, ministrul educației, îi oferă în 1924 o altă bursă, de patru ani de data aceasta, la Paris. În capitala Franței, Ion Jovin se simte din ce în ce mai atras de radiologie, mai ales de cea oncoterapeutică. 
În 1926, a absolvit Facultatea de Medicină din Paris cu o teză care trata un subiect mai puțin cercetat în acea perioadă, limfoepiteliomul. Lacassagne i-a oferit posibilitatea de a deveni profesor universitar în cadrul aceleiași facultăți, însă Jovin a refuzat deoarece dorea să devină medic în România , ca semn de recunoaștere față de bursa primit
.

## Viața și activitatea
În timpul studenției, Ion Jovin a devenit membru în fruntea Societății Academice Petru Maior, alături de alți români care studiau, ca și el, la Budapesta. A fost martor ocular în timpul evenimentelor desfășurate în Imperiul Austro-Ungar în contextul Primului Război Mondial, care l-au influențat să se retragă de la facultate și să revină în Arad, unde a devenit funcționar în cadrul Consiliului Național Român, condus în acea perioadă de Ștefan Cicio Pop. A fost unul dintre delegații desemnați să participe la Marea Adunare Națională de la Alba-Iulia din 1 decembrie 1918 în urma alegerilor organizate la Budapesta în 26-27 noiembrie 1918.
Ion Jovin s-a înscris imediat în „Gărzile române ale lui Maniu”, create din foști ofițeri și soldați români din fosta armată austro-ungară, care aveau drept țel anihilarea terorismului șovin maghiar.
La scurt timp după revenirea în România, cu sprijinul material al inginerului Mihai Constantinescu, a fondat primul centru național de radioterapie la spitalul Colțea din București, cuprinzând 150 miligrame radium, două posturi de roentgenterapie profundă și 6 paturi. 
A debutat publicistic în 1928 în revista Spitalul cu un text asupra activității centrului, publicând până în anul 1947 aproximativ 154 de articole și studii de specialitate din domeniul radiologiei și radioterapiei. Între 1928-1942, a deținut diferite funcții importante (consilier tehnic în cadrul Ministerului Sănătății (1928), asistent și șef de lucrări la Facultatea de Medicină din București, președintele Societății de Radiologie (din 1933, timp de trei mandate), conferențiar universitar doctor în cadrul catedrei de radiologie a facultății (din 1938, în urma absolvirii studiilor doctorale în 1931 etc.). 
A devenit membru corespondent și onorific al unor foruri academice și universitare (Academia de Științe Medicale (1947), Societatea Franceză de Radiologie (1956), Societatea Braziliană de Radiologie (1970) etc.), fiind distins cu diferite decorații precum medalia franceză Antoine Béclère (1973) drept recunoaștere a contribuției sale aduse dezvoltării radiologiei.

## Opera:
- Roentgenterapia limfoepitelioamelor
- Tumori amigaliene maligne
- Capitolul Tratamentul cu raze al tuberculozei extrapulmonare, în tratatul de radioterapie publicat de Delherm și Laguerrier
- Cinci conferințe asupra profilaxiei cancerului ținute de domnii: profesor dr. D. Gerota; profesor dr. C. Daniel; prof. dr. S. Nicolau; docent dr. I. Jovin; agregat dr. Aurel Babeș, 1939